# Keyi (sockenhuvudort i Kina, Xinjiang Uygur Zizhiqu, lat 42,16, long 82,63)
Keyi (kinesiska: 黑英山, 黑英山乡) är en sockenhuvudort i Kina. Den ligger i den autonoma regionen Xinjiang, i den nordvästra delen av landet, omkring 440 kilometer sydväst om regionhuvudstaden Ürümqi. Antalet invånare är 12 538. Befolkningen består av 5 911 kvinnor och 6 627 män. Barn under 15 år utgör 20,0 %, vuxna 15-64 år 73 %, och äldre över 65 år 6,0 %.
Runt Keyi är det glesbefolkat, med 13 invånare per kvadratkilometer. Trakten runt Keyi består i huvudsak av gräsmarker.
Genomsnittlig årsnederbörd är 226 millimeter. Den regnigaste månaden är juni, med i genomsnitt 53 mm nederbörd, och den torraste är mars, med 3 mm nederbörd.